# Macrocarpaea obtusifolia
Macrocarpaea obtusifolia är en gentianaväxtart som först beskrevs av August Heinrich Rudolf Grisebach, och fick sitt nu gällande namn av Ernest Friedrich Gilg. Macrocarpaea obtusifolia ingår i släktet Macrocarpaea och familjen gentianaväxter. Inga underarter finns listade i Catalogue of Life.